# 国务委员会 (锡金)
国务委员会是前锡金王国（位于印度与中国大陆之间的喜马拉雅山脉地区）的一院制立法机构。
在1953年至1974年间，该委员会共举行了六次选举。1975年锡金通过公投废除君主制，并在《印度宪法》第36修正案通过后王室及国务委员会同时被废除。锡金王国的领土随后并入印度，成为其第22个邦。当时的国务委员会成员被视为新成立的锡金邦立法议会的成员。

## 组织架构
该委员会最初由部分民选成员和部分由却嘉任命的成员组成。1973年选举后，其结构进行了调整，其中却嘉的任命权被取消，议席总数也随之增加。

### 行政委员会
国务委员会成员中，由却嘉指定组成一个行政委员会（相当于内阁），由锡金第万主持。行政委员会的每位成员各自负责具体的政府事务。

## 历史
锡金国务委员会最迟于19世纪末已开始存在，作为一个集咨询与行政职能于一体的机构由却嘉主持。1947年8月邻国印度独立后，锡金境内多个政治团体开始要求在王国政务中拥有更大的发言权。却嘉于1952年作出让步，宣布划分新选区，并于1953年举行选举。
却嘉同意让国务委员会18个席位中的12个通过选举产生，其余6个由他任命。根据各政治团体达成的“族群平衡”原则，12个可选席位中的6席保留给锡金尼泊尔人，另6席保留给布蒂亚-绒巴族。王国共划分为四个选区，选举定于1953年举行。在1953年选举中，所有尼泊尔人的保留席位由锡金民族党赢得，而布蒂亚-绒巴族的保留席位则由锡金国大党夺得。

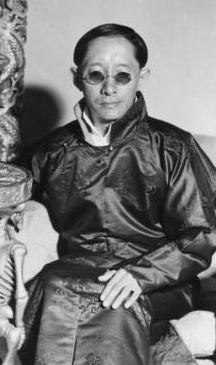
1953年，却嘉塔希·纳姆加尔发起了第一届委员会选举程序

虽然国务委员会的任期原定为三年，却嘉决定将首届委员会的任期延长至1958年。根据僧侣团体和其他团体的请求，委员会的可选席位增加了两个，其中一个为僧伽席，由僧人投票选出，另一个为不保留给任何特定族群的普通席位。在1958年举行的选举中，锡金国大党赢得了一个新增席位，而无保留席则由一位无党籍候选人当选。
第二届委员会任期原定于1961年结束，但因中印战争爆发任期被延长至1967年。在1967年选举前，选区被重新划分为五个，委员会的可选席位再增加四个，其中锡金尼泊尔人、布蒂亚-绒巴族、聪人以及表列种姓群体各分得一席。
1973年选举后，锡金国民大会党和锡金人民大会党指控在南锡金选区存在舞弊行为，要求逮捕相关官员，但未获回应，进而引发抗议。局势动荡促使却嘉、锡金各政党与印度政府于5月8日签署三方协议，根据协议将成立一个由印度政府提名首席行政官监督的政府。此外还重新进行选区划分，却嘉任命的席位被取消，国务委员会更名为“锡金议会”，新划定了31个普通选区及1个僧伽选区。按照1952年的族群平衡原则，31个普通选区中的15席保留给布蒂亚-绒巴族，15席保留给锡金尼泊尔人，剩下1席为表列种姓群体所设，选举中首次实行“一人一票”原则。1974年选举中，支持锡金并入印度的锡金国民大会党赢得了32席中的31席，取得压倒性多数。

### 末期（1974年至1975年）
1974年5月，国务委员会通过《锡金政府法令》，确立责任政府制度，并推动深化与印度的关系。随后委员会在7月通过新宪法，提出将锡金转变为印度的一个邦。该宪法在印度政府的压力下由却嘉签署。印度下议院（人民院）随后投票赞成将锡金设为“联系邦”，而上议院（联邦院）则于9月8日通过宪法修正案，赋予锡金与其他邦相同的地位并将其纳入印度联邦。同日却嘉以“锡金人民对该法案普遍存有疑虑”为由，呼吁举行自由公正的公投，锡金学生联合会亦响应这一呼吁。
1975年3月，锡金国民大会党再次呼吁将锡金并入印度，而却嘉重申应通过公投决定。印度军队于同年4月9日进入锡金，解除王宫卫队武装（一人被击毙，四人受伤）并包围王宫，将却嘉软禁。国务委员会于次日通过法案宣布废除却嘉职位，并决定四天后就此举行公投。公投于4月14日如期举行，超过97%的选民支持废除君主制。印度议会于4月26日通过第36号宪法修正案，正式将锡金从印度的保护国转变为印度的一个邦。

### 选举历史
| 选举历史 | 支持独立 | 支持独立   | 支持合并 | 其他/未知 | 总计 |
| 选举历史 | 指派     | 锡金民族党 | 支持合并 | 其他/未知 | 总计 |
| -------- | -------- | ---------- | -------- | --------- | ---- |
| 1953年   | 6        | 6          | 6        | 0         | 18   |
| 1958年   | 6        | 6          | 7        | 1         | 20   |
| 1967年   | 6        | 5          | 10       | 3         | 24   |
| 1970年   | 6        | 8          | 7        | 3         | 24   |
| 1973年   | 6        | 9          | 7        | 2         | 24   |
| 1974年   | 0        | 1          | 31       | 0         | 32   |

1. ↑  包括锡金邦大会党、锡金人民大会党和锡金国民大会党，其余政党最终合并为锡金国民大会党

## 选区
| 年份   | 细节                                                       | 选区数 | 席位数   | 席位数        | 席位数 | 席位数   | 席位数 | 选举                   |
| 年份   | 细节                                                       | 选区数 | 尼泊尔人 | 布蒂亚-绒巴族 | 其他   | 委任席位 | 总计   | 选举                   |
| ------ | ---------------------------------------------------------- | ------ | -------- | ------------- | ------ | -------- | ------ | ---------------------- |
| 1952年 | 宣布将选举新一届国务委员会，选举产生12名（共18名）成员。   | 4      | 6        | 6             | 0      | 6        | 18     | 1953年                 |
| 1958年 | 国务委员会席位增至20席。                                   | 4      | 6        | 6             | 2      | 6        | 20     | 1958年                 |
| 1966年 | 《1966年锡金臣民代表条例》获得通过。 议会选区数目增至5个。 | 5      | 7        | 7             | 4      | 6        | 24     | 1967年、1970年与1973年 |
| 1974年 | 《1974年锡金政府法令》获得通过。 多席位选区被取消。        | 32     | 15       | 15            | 2      | 0        | 32     | 1974年                 |

1. ↑  僧伽、普通
2. ↑  僧伽、聪人、表列种姓、普通
3. ↑  僧伽、表列种姓